# Kathedraal van de Heiligste Drievuldigheid (Hongkong)
De Kathedraal van de Heiligste Drievuldigheid is een Anglicaanse kerk in Hongkong. Het is in 1890 gesticht en is daarmee de oudste Anglicaanse kerk in Kowloon district. Het is een van de drie Anglicaanse kathedralen van Hongkong. De andere kathedralen zijn de St John's Cathedral en de All Saints' Cathedral.
De kathedraal heette oorspronkelijk Kerk van de Heiligste Drievuldigheid. In 2010 kreeg de kerk de status van kathedraal. Het kerkgebouw is in de loop der tijd drie keer herbouwd. Het huidige gebouw stamt uit 1937 en ligt in Kowloon City aan de 135 Ma Tau Chung Road. Tijdens de Japanse bezetting van Hongkong is het gebouw zwaar beschadigd.